# Anticomopsis tenuis
Anticomopsis tenuis är en rundmaskart som först beskrevs av Allgen 1947.  Anticomopsis tenuis ingår i släktet Anticomopsis och familjen Anticomidae. Inga underarter finns listade i Catalogue of Life.